# Текила
Текилата е мексиканска спиртна напитка, дестилирана от ферментирал сок, извлечен от сърцевината на синьо агаве – растение, което се отглежда в района на гр. Текила, намиращ се на 40 км западно от Гуадалахара, щата Халиско в Мексико. Напитката носи името на града, където текила се произвежда повече от 200 г. На местния език нахуатл „tequila“ означава вулкан.
Въпреки репутацията си на много силен алкохол, текилата е не по-силна от останалите спиртни напитки и обикновено се бутилира с процентно съдържание на алкохол 38% / vol 76 (установен градус).
Познати са около 400 вида агаве, повечето от които служат за производството на текила, мескал и сотол (Sotol се нарича спиртната напитка, дестилирана от сока на агаве Dasylirion wheeleri, известна като напитката на щата Chihuahua). Въпреки своите бодлички агавето не е кактус, макар че ботаниците все още спорят за неговата видова принадлежност.
Агавето вирее най-добре във високи (1800 м надморска височина) и слънчеви местности. Дивото агаве достига зрелостта си на около 5-год. възраст, когато е високо около 5 м., а листата му са дълги около 2 – 3 м.
Разновидността, използвана за производството на текила, се нарича Agave tequilana Weber или синьо агаве. Сокът за дестилация се извлича от сърцевината на растение достигнало 12-год. възраст. Когато синьото агаве е на около година, всички издънки и разклонения се премахват, за да може основното растение да дебелее и да събира повече сок в сърцевината си. Когато то достигне зрелостта си, специализирани работници, наречени „jimadors“, отрязват листата и оставят само сърцевината, наречена „piña“ (ананас), която тежи от 35 до 90 кг и прилича на огромен ананас.
Мескалът (mescal) е неизменна част от културата на Мексико. Всяка спиртна напитка, дестилирана от който и да е вид агаве, се нарича „мескал“, но само дестилатът на синьото агаве се нарича текила. Най-известният мескал е дестилат на вид агаве, който се отглежда в щата Oaxaca в Южно Мексико, а най-добрият е продукт на диво агаве, познато като „papalomé“. Методът на дестилация при мескала е по-различен от този при текилата и това придава на напитката различен вкус и аромат. Текилата има силен аромат на билки, като някои от най-добрите видове могат да имат аромат на ванилия, канела, джинджифил и др., вследствие на отлежаването ѝ в дървени бъчви, съдържали други видове алкохол. Някои бутилки мескал съдържат „gusano“ (червей).
Едно от най-разпространените схващания за текилата е, че в бутилката се поставя червей (всъщност това е ларва на пеперуда – нощенка), което не е истина, поне що се отнася за текилата. „Червей“ се поставя само в някои видове мескал. Има 2 вида „червеи“ – бял, който живее в сърцевината на растението maguey, и червен, който живее в корените му. „Червеят“ се събира от юни до септември, когато е топло и влажно, като се внимава да остане цял, без разкъсваня и наранявания. Ще видите памучна торбичка закачена на гърлото на някой от бутилките мескал с „червей“. Вътре ще намерите прах от стрит изсушен „gusano“, сол и лют червен пипер, който се изсипва в бутилката с мескала преди да се консумира.
Около 250 – 300 г. пр.н.е. индианците от племето ацтеки, населявали Мексико по това време, извличали сок от синьо агаве, който им служил за направата на церемониалното вино „pulque“. През 1519 г., когато испанците заваладяват Мексико, войниците на Кортес запознават местните с метода на дестилация. Те откриват, че могат да дестилират индианския сок и така стават първите най-вероятни производители на прототипа на текилата.